# ستيفن رينولدز (فنان)
ستيفن رينولدز (بالإنجليزية: Stephen Reynolds)‏ هو فنان أسترالي، ولد في 3 فبراير 1974 في ملبورن في أستراليا.